# Tambo (berg)
Tambo är ett berg i Indonesien.   Det ligger i provinsen Aceh, i den västra delen av landet, 1 700 km nordväst om huvudstaden Jakarta. Toppen på Tambo är 371 meter över havet, eller 324 meter över den omgivande terrängen. Bredden vid basen är 5,9 km.
Terrängen runt Tambo är kuperad åt nordost, men åt sydväst är den platt.Runt Tambo är det ganska glesbefolkat, med 22 invånare per kvadratkilometer. I omgivningarna runt Tambo växer i huvudsak städsegrön lövskog.